# Teles Pires
Il Teles Pires o São Manuel è un fiume del Brasile della lunghezza di 1.457 km.
Nasce dalla Serra Azul con il nome di Paranatinga e confluisce nel fiume Rio Tapajós, a sua volta affluente del Rio delle Amazzoni.